# Finlande aux Jeux olympiques d'hiver de 2002
La Finlande participe aux Jeux olympiques d'hiver de 2002 à Salt Lake City aux États-Unis du 8 au 24 février 2002. Il s'agit de sa dix-neuvième participation à des Jeux d'hiver.
La délégation finlandaise est composée de 98 athlètes: 62 hommes et 36 femmes.

## Liste des médaillés
| Sport                  | Discipline            | Athlète(s)                                                          |
| Médaille d'or : 4      |                       |                                                                     |
| Ski acrobatique        | Bosses hommes         | Janne Lahtela                                                       |
| Combiné nordique       | Individuel hommes     | Samppa Lajunen                                                      |
| Combiné nordique       | Sprint hommes         | Samppa Lajunen                                                      |
| Combiné nordique       | Équipe hommes         | Hannu Manninen Samppa Lajunen Jaakko Tallus Jari Mantila            |
| Médaille d'argent : 2  |                       |                                                                     |
| Combiné nordique       | Individuel hommes     | Jaakko Tallus                                                       |
| Saut à ski             | Équipe hommes         | Matti Hautamäki Veli-Matti Lindström Risto Jussilainen Janne Ahonen |
| Médaille de bronze : 1 |                       |                                                                     |
| Saut à ski             | Grand tremplin hommes | Matti Hautamäki                                                     |

| Sport            | Médaille d'or, Jeux olympiques | Médaille d'argent, Jeux olympiques | Médaille de bronze, Jeux olympiques | Total |
| ---------------- | ------------------------------ | ---------------------------------- | ----------------------------------- | ----- |
| Combiné nordique | 3                              | 1                                  | 0                                   | 4     |
| Ski acrobatique  | 1                              | 0                                  | 0                                   | 1     |
| Saut à ski       | 0                              | 1                                  | 1                                   | 2     |
| Total            | 4                              | 2                                  | 1                                   | 7     |